# Sinobaatar
Sinobaatar is een uitgestorven zoogdier uit de orde Multituberculata. Dit dier leefde ongeveer 125 miljoen geleden (Barremien, Vroeg-Krijt) in Azië.
De fossiele resten van Sinobaatar zijn gevonden in de Yixian-formatie van de Noord-Chinese provincie Liaoning, samen met verschillende andere primitieve zoogdieren. Opvallend genoeg in Sinobaatar de enige multituberculaat die tot nu toe in de Yixian-formatie is gevonden. Normaal gesproken zijn multituberculaten wanneer ze in een fossiel fauna worden gevonden de meest algemene zoogdieren. Sinobaatar was vermoedelijk een bodembewonende insecteneter.